# 5264 Telephus
5264 Telephus este o planetă minoră (asteroid), cu un diametru de 68,472 km, din Asteroid troian al lui Jupiter. A fost descoperită pe 17 mai 1991 la Observatorul Palomar de Carolyn S. Shoemaker. 
Obiectul prezintă o orbită caracterizată de o semiaxă mare de 5,2093209 UAi, o excentricitate de 0,112, o înclinație de 33,57408 ° în raport cu ecliptica.